# Astrocaryum standleyanum
La macora, mocora, chunga, güérregue, guérregue o pejibaye de montaña (Astrocaryum standleyanum) es una palma, que se distribuye desde el sudeste de Costa Rica hasta el noreste de Ecuador; en las tierras bajas del Pacífico, en Colombia, desde el Chocó y Antioquia, hasta Nariño.

## Ecología
Se encuentra en el bosque húmedo y otras tierras bajas de la vertiente del Pacífico, en suelos bien drenados, generalmente por debajo de 200 m de altitud y hasta los 500 m s. n. m.
Al parecer la pulpa carnosa del fruto de esta palma constituye una importante fuente de alimento para la fauna silvestre (animales como ñeques, ardillas, ratones y algunas aves como tucanes, pavas y loros).

## Descripción
Tronco solitario, alcanza de 6 a 15 m de altura y entre 16 y 22 cm de diámetro. Las hojas son entre 11 y 18, horizontalmente distribuidas, de 4 m de longitud, con 100 a 105 pinnas de cada lado, irregularmente distribuidas, en varios planos. Inflorescencia erecta entre las hojas, flores blancas; racimos frutificados pendulares; frutos ovoides, cada uno de 2, 5 a 6 cm de largo y 2 a 3 cm de diámetro, de color anaranjado.

## Usos
La parte más utilizada de esta planta son sus hojas jóvenes, de las cuales se extrae una fibra con la cual se fabrican productos artesanales como canastos, cántaros, platos, bandejas, bolsos, sombreros, pulseras, aretes y collares; actualmente todos estos productos tienen un alto precio y reconocimiento en los mercados nacionales e internacionales. La extracción de estas fibras antiguamente era común entre los indígenas Wounaan y Embera del Pacífico, que las usaban para hacer amarres y como lazos para sostenerse los guayucos; en la actualidad casi todas las mujeres indígenas de la zona se dedican al tejido de todo tipo de productos artesanales, principalmente canastas de colores, siendo esta una de las actividades económicas más importantes de la región del Pacífico.
Las fibras del guérregue se trabajan con otras como las extraídas de la palma quitasol Mauritiella macroclada Burret y del amargo (Welfia regia H.L.Wendl. ex André).
En Colombia el centro más importante de producción de canastos de guérregue es el bajo río San Juan, aunque también se producen en Chocó (Nuquí), Buenaventura (Juanchaco y Ladrilleros) y en el Valle del Cauca.
En Manabí y Esmeraldas (Ecuador), la fibra se utiliza para fabricar sombreros y muebles.
Los estípites de esta especie se utilizan como pilotes y horcones para viviendas. La parte más externa y dura del tronco se usa para labrar los bastones ceremoniales de los jaibanás (Delgadillo, 1996 citado por Galeano et al, 2008). También la pulpa del fruto se ha reportado como comestible por los humanos, aunque hay registros de que la cáscara puede ser venenosa; igualmente la semilla también es comestible y se ha encontrado cerca de un 20% de aceite en ellas. El cuesco negro y duro se usa para hacer anillos, collares y trompos para jugar.

## Taxonomía
Astrocaryum standleyanum  fue descrita por Carl Friedrich Philipp von Martius y publicado en Gentes Herbarum; Occasional Papers on the Kinds of Plants 3(2): 88, f. 67–70. 1933.
Etimología
Astrocaryum: nombre genérico que deriva del griego astron = "estrella", y karion = "nuez", en referencia al patrón en forma de estrella de las fibras alrededor de los poros del endocarpio.
Sinonimia
- Astrocaryum standleyanum var. calimense Dugand
- Astrocaryum trachycarpum Burret[8][9]